# Hvor enkeltspor bliver dobbelte
Hvor enkeltspor bliver dobbelte er en dokumentarfilm fra 1941 instrueret af Theodor Christensen efter eget manuskript.

## Handling
Om anlæggelsen af et jernbanespor.